# Бенедиктбойерн
Бенеди́ктбойерн (нем. Benediktbeuern, бав. Benediktbeiern) — коммуна в Германии, в земле Бавария.
Подчиняется административному округу Верхняя Бавария. Входит в состав района Бад-Тёльц-Вольфратсхаузен. Подчиняется управлению Бенедиктбойерн. Население составляет 3561 человек (на 31 декабря 2010 года). Занимает площадь 37,86 км².
Знаменит средневековым бенедиктинским монастырем Бойерн (нем. Beuern, лат. Buranum), где находится реликварий с мощами Святой Анастасии и где в 1803 году была обнаружена рукопись Carmina Burana.

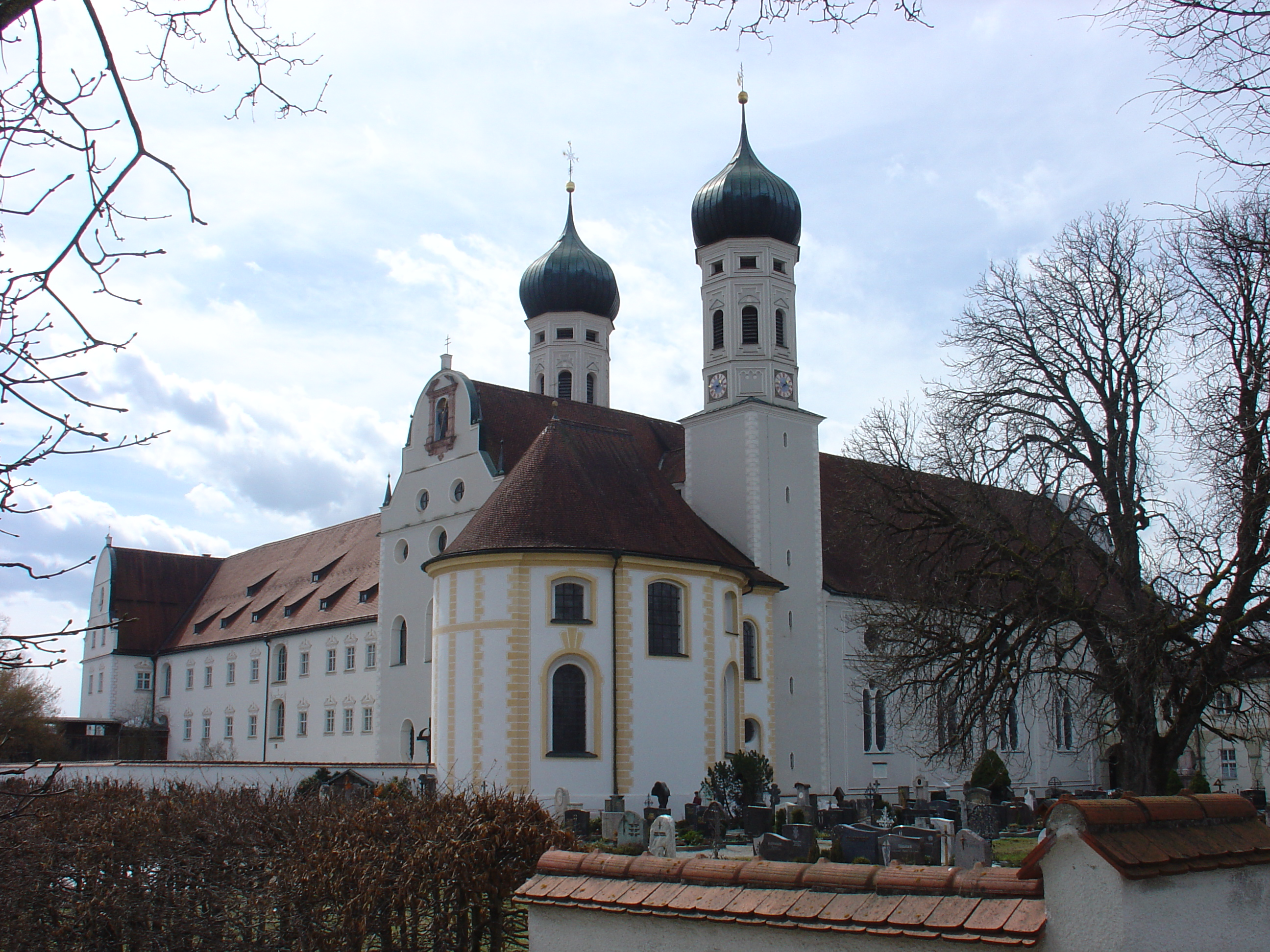

## Население
По оценке на 31 декабря 2015 года население общины Бенедиктбойерн составляет 3620 чел. 

| Дата      | 1840 | 1871 | 1900 | 1925 | 1939 | 1950 | 1961 | 1970 | 1987 | 2011 |
| --------- | ---- | ---- | ---- | ---- | ---- | ---- | ---- | ---- | ---- | ---- |
| Население | 792  | 1072 | 1028 | 1472 | 1662 | 2217 | 2049 | 2186 | 2717 | 3511 |

| Год       | 1960 | 1970 | 1980 | 1990 | 2000 | 2009 | 2010 | 2011 | 2012 | 2013 | 2014 | 2015 |
| --------- | ---- | ---- | ---- | ---- | ---- | ---- | ---- | ---- | ---- | ---- | ---- | ---- |
| Население | 2030 | 2290 | 2677 | 3003 | 3277 | 3563 | 3561 | 3538 | 3486 | 3500 | 3563 | 3620 |